# Jean Ricardou
Jean Ricardou, né le 17 juin 1932 à Cannes et mort le 23 juillet 2016 à Cannes, est un écrivain et un théoricien de la littérature. Membre du comité de direction de la revue d'avant-garde Tel Quel  de 1962 à 1971, il fut le principal théoricien du Nouveau Roman avant de se consacrer, à partir de 1985, quasi exclusivement à l'élaboration d'une nouvelle science de l'écrit et de l'écriture : la textique.
Ses œuvres complètes sont publiées aux Impressions nouvelles.

## L’écrivain
Dans Le théâtre des métamorphoses, Ricardou introduit une « courte note biographique » indiquant sa date et lieu de naissance, le métier de son père, etc. Cette note se termine ainsi : 
Il faut le reconnaître : si exactes soient-elles, si conformes à celles dont les autobiographies ouvertement se contentent, telles indications, prises en elles-mêmes, ne présentent, pour le lecteur, strictement aucun intérêt. 
Ancien élève de l'École normale d'instituteurs de Paris, qu'il intègre en 1951, Ricardou exerce le métier d'instituteur dans une école primaire de garçons à Saint-Denis, où il enseigne la lecture et l'écriture aux petits du onzième jusqu'en 1961, puis il devient professeur de CEG (collège d'enseignement générale) à Paris, où il enseigne le français, la littérature, l'histoire, la science et la géographie jusqu'en 1977. À partir de 1970, il donne fréquemment des cours et conférences sur le Nouveau Roman dans des universités du Canada, de l'Australie, des États-Unis et de Paris. Mais comme l'enseignement ne lui laisse que peu de temps pour son propre travail d’écriture, il démissionne de l'Éducation française en 1977 et n'accepte plus que rarement les conférences à l'étranger. En 1973, il obtient sa Licence d'Enseignement en Lettres modernes à l'Université de Vincennes (Paris VIII), puis en 1975 son doctorat de 3e cycle en Littérature française à l'université d'Aix-Marseille, enfin en 1982 son doctorat ès lettres à l'université de Toulouse-Le Mirail. À partir de 1980, il est conseiller à la programmation et à l'édition du Centre culturel international de Cerisy-la-Salle.
Alors qu'il écrivait déjà à l'école primaire (où, en 1943, à 11 ans il reçut un premier prix pour son récit de la vie à Cannes sous l'Occupation, “Un croûton de pain”, avec sa photo dans le journal local), sa carrière d'écrivain commença en 1955, lorsque, intrigué par un article défavorable qui jugeait incompréhensible Le Voyeur d'Alain Robbe-Grillet, il décida de s'approprier les procédures de ce qui commençait à se faire connaître comme le Nouveau Roman. Il rencontra Robbe-Grillet en 1958 et, après deux nouvelles et huit "notes de lecture" dans Tel Quel, la revue de la NRF et Critique, il publia son premier roman, L'Observatoire de Cannes, en 1961 aux Éditions de Minuit. En 1966, son deuxième roman, La Prise de Constantinople (Minuit, 1965), reçut le prix Fénéon de littérature.

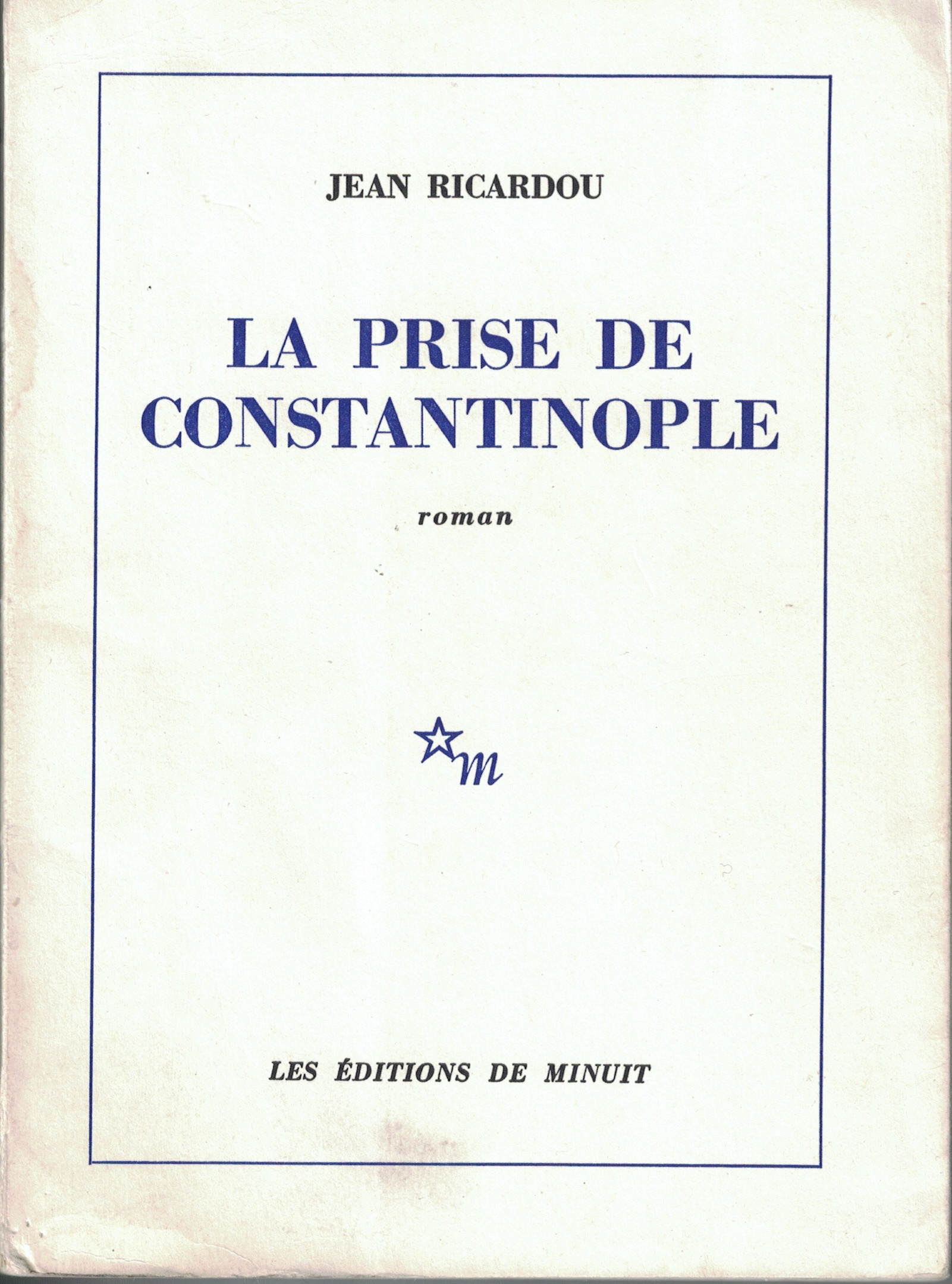
La Prise de Constantinople,
première de couverture (Minuit 1965).

Ricardou publie son premier livre de théorie Problèmes du Nouveau Roman (1967) dans la collection “Tel Quel” aux éditions du Seuil. Il co-dirige le premier grand colloque sur le nouveau roman (Cerisy, 1971), qui réunit les principaux nouveaux romanciers, puis dirige les colloques Claude Simon et Robbe-Grillet, auxquels participent respectivement les deux écrivains.
En 1985, c'est au Collège international de philosophie (Paris) qu'il inaugure une nouvelle discipline, la textique. À partir de 1989 et jusqu'en 2015, s'est tenu chaque année à Cerisy, sous sa direction, un séminaire de textique, associé à un atelier d'écriture qu'il y tient chaque soir du séminaire.
Le travail de Ricardou se distingue particulièrement par son style, méticuleusement soigné et souvent très poétique, et par son souci d'articuler de manière cohérente trois activités habituellement disjointes: la "pratique" (soit l'écriture d'ouvrages de fiction), la théorie (de l'écrit et de l'écriture) et l'enseignement (didactique de l'écriture) :    
 Engagé dans ces deux courants qui ont marqué notre littérature récente (Tel Quel et le Nouveau Roman), sa pratique n’a eu de cesse d’investir, d’explorer et d’articuler parallèlement trois des champs complémentaires de l’écriture : fiction, théorie, didactique. 

## Ouvrages de fiction
L’importance, tant qualitative que quantitative, de l’œuvre théorique de Ricardou tend à laisser dans l'ombre son œuvre de fiction (romans et nouvelles). On ne saurait cependant négliger cet avertissement qu’il a lancé à plusieurs reprises: son œuvre théorique n’a d'autre raison que de chercher à pénétrer ce que la pratique du texte de fiction permet de produire :  
Ce que personne, de nos jours, ne devrait méconnaître, (...), c'est avec quelle force les directives d'écriture, funambulesques maintes fois quelques-unes il est vrai, loin d'interdire, ainsi que les naïfs le croient, les mouvements de la pensée, lors confondue sans doute avec le vague à l'âme, savent offrir à l'invention, au contraire, et parce qu'elles lui posent, tout simplement, de très exacts problèmes, les meilleures des chances. (...). Mieux : telles supplémentaires structures, non seulement elles permettent d'obtenir, et beaucoup plus qu'on ne l'avoue, ce que fors elles on n'eût jamais conçu (et c'est pourquoi mieux vaut, que n'a-t-il susurré (si un temps suffisant, du moins, m'est consenti, je le ferai paraître un soir pour Mallarmé), de préférence à tout pyramidal recensement d'un univers imaginaire, fournir la stricte analyse des matérielles relations par lesquelles un poète imagine), mais encore, tel est le dos caché du mécanisme (...), elles conduisent quelquefois à produire des idées strictement étrangères, peut-être, à ce qu'on se figure avoir émis. 
Ainsi, ses premiers textes et poèmes (déposés dans le fonds d’archives de l’IMEC) confirment, sinon la prééminence, du moins la précédence de l'écriture de fiction sur la recherche théorique. Certains de ces textes, d’inspiration surréaliste, sont publiés dès 1956 dans une petite revue ronéotypée, L’Herne, créée par Dominique de Roux. Mais très vite, marqué par sa lecture du roman de Robbe-Grillet, Le voyeur, puis par L’emploi du temps de Butor ou Le vent de Claude Simon, Ricardou s'engage résolument sous la bannière du premier “Nouveau Roman”. À partir de 1959, il se lance dans l’écriture de ce qui deviendra son premier roman L’Observatoire de Cannes (Minuit, 1961) :
Commencé fin 1959, L’Observatoire de Cannes se situe au croisement de deux aventures : celle de Tel Quel (1960-1982) qu’il inaugure avec Le Parc de Sollers paru la même année (1961) et la deuxième vague du Nouveau Roman auquel il s’associe autour des Editions de Minuit. Dès les années soixante, Ricardou engage la théorie du Nouveau Roman. L’Observatoire de Cannes annonce à la fois ce qui deviendra l’ “écriture textuelle” en 1965 avec notamment La Prise de Constantinople  et, pour Sollers, Drame. Comme Le Parc, il s’inscrit dans la mouvance des premiers romans de Robbe-Grillet. Toutefois, L’Observatoire est de bout en bout un roman descriptif de façon encore plus radicale que le premier Nouveau Roman des années cinquante. Ricardou pousse à leur extrême limite certaines techniques amorcées par Robbe-Grillet, accentuant les descriptions d’objet fixe, dé-psychologisant au maximum le regard descriptif, déconnectant par avance toute relève monologique de la représentation par une “histoire”.

### La Prise de Constantinople
Fort du succès d’estime qu’a remporté L’Observatoire de Cannes, Ricardou entreprend bientôt un second roman, beaucoup plus ambitieux, La Prise de Constantinople, lequel obtiendra, avec le soutien de Jean Paulhan, le prix Fénéon.
Ce “roman” est novateur à bien des égards. Déjà, son double titre sur les deux faces opposées de la couverture ne laissent pas d'intriguer : La prise/la prose de Constantinople. Aussi, reprenant le projet de Flaubert d’“écrire un livre sur rien”, c'est, à la manière du poème “Salut” de Mallarmé qui ouvre le recueil des Poésies (“Rien, cette écume, vierge vers”), littéralement à partir du mot “rien” que naît, dès l'incipit, la prose. Ricardou explique un des “principes de sa fabrique” : dans la mesure où le roman “ne saurait guère obtenir sa fiction qu'en évitant toute entité antécédente à reproduire, il ne peut au départ se bâtir que sur un rien”. Une grande part de la matière de ce roman aux intrigues multiples et belligérantes s’engendre aussi à partir d’un jeu de contraintes numériques et verbales issues principalement de la suite de lettres de son nom : “Jean Ricardou”.
La Prise de Constantinople raffine et applique une procédure qui fascinait Ricardou depuis l'âge de 5 ans, ainsi qu'il l'a souvent raconté par la suite:
À 5 ans, à l'école maternelle, on nous a fait chanter des canons, et j'ai tout compris. Tout. Frère Jacques, décalé, la répétition avec une constante d'irrégularité: le récit, c'est ça.
Son tableau emblématique (voir Infobox), peint vers 1960 et qui est resté accroché au-dessus de son bureau toute sa vie, ainsi qu'on peut le constater dans bien des photographies de lui prises pour illustrer des articles dans la presse voire des couvertures de ses livres, dépeigne ce processus décrit par lui (dans La prise de Constantinople entre autres) comme “un procédé de duplication (ou “règle de répétition”) intégrant une constante d’irrégularité”. La Prise de Constantinople comporte mainte occurrence de son application, par exemple ce paragraphe:

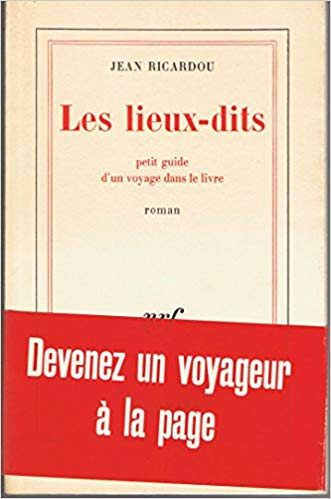
Devenez un voyageur à la page.

Les fortifications proposent une matière bleuâtre, polie, lucide, distribuée en surfaces entrecroisées que gauchissent, multiplient et décalent divers effets de réflexions réciproques. À chaque déplacement de l’œil, des arêtes, des rentrants imprévus, à chaque déplacement de l’œil, des arêtes, des rentrants imprévus, des perspectives paradoxales se déclarent à chaque déplacement de l’œil, des arêtes, des rentrants imprévus, des perspectives paradoxales se déclarent selon un ordre incomplet qui pénètre l’esprit, à chaque déplacement de l’œil, des arêtes, des rentrants imprévus, des perspectives paradoxales se déclarent selon un ordre incomplet qui pénètre l’esprit et y accrédite l’idée qu’il existe un point de cet espace d’où il est possible de percevoir simultanément la convergence des rythmes de toute la configuration et d’en pénétrer les arcanes en tous sens à chaque déplacement de l’œil.
Et il fraye aussi la voie à un nouveau type de composition : celle du roman polydiégétique : “soit un texte qui combine plusieurs “récits” ancrés dans des univers spatio-temporels a priori incompatibles”. Cette voie sera poursuivie par Claude Simon entre autres, notamment dans Triptyque (1973).

### Les Lieux-ditsetRévolutions minuscules
Parallèlement aux ensembles romanesques d’envergure, Ricardou publie régulièrement des textes plus brefs dans diverses revues et notamment dans Tel Quel. En 1971, il rassemble les plus importantes de ces “nouvelles” dans un recueil, intitulé ironiquement Révolutions minuscules. Il paraît chez Gallimard, qui avait publié deux ans avant son récit le mieux reçu par la critique et les lecteurs : Les lieux-dits, petit guide d’un voyage dans le livre.

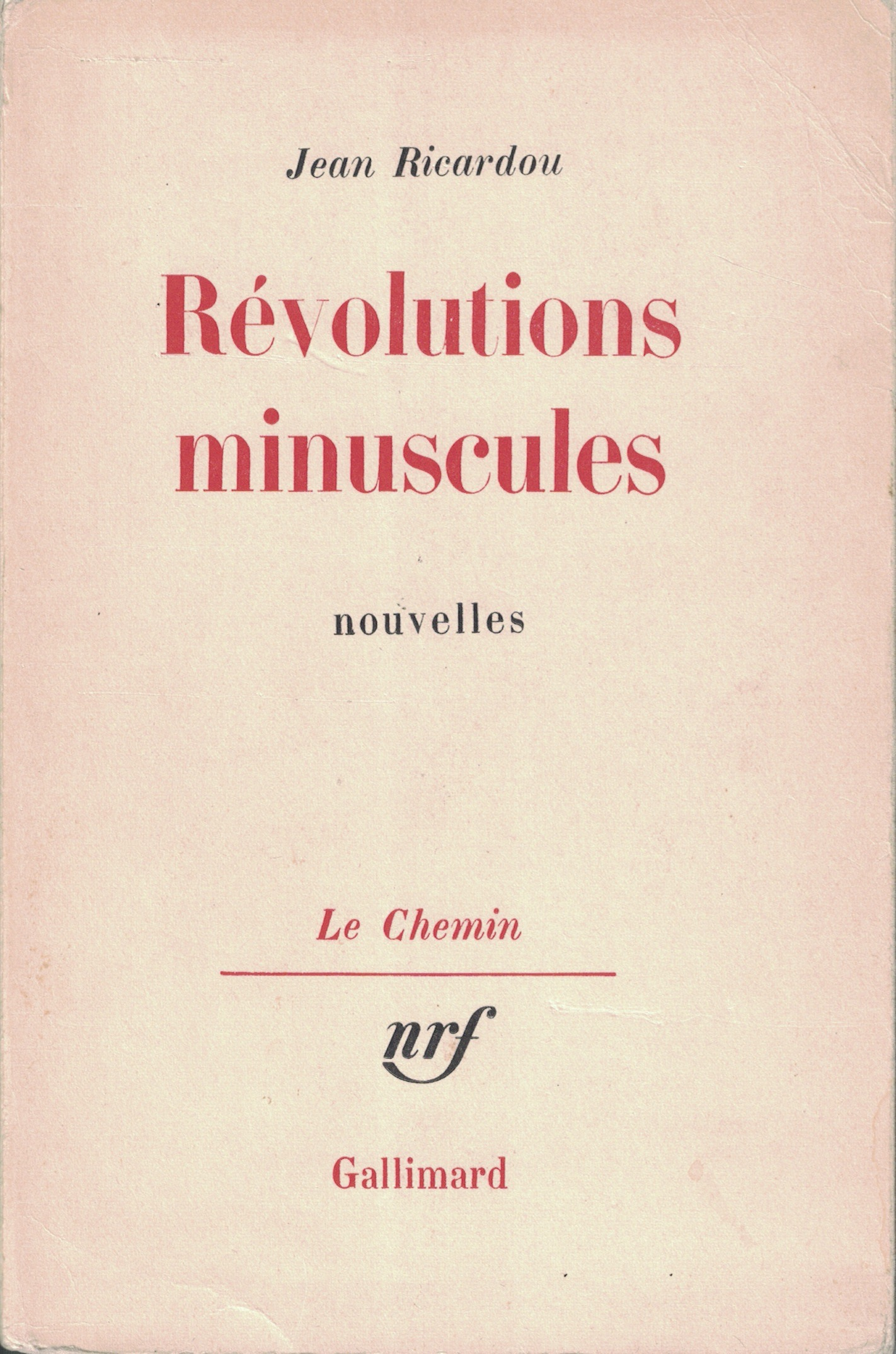
Couverture Révolutions minuscules, Gallimard, 1971.

Prière d'insérer des Révolutions minuscules (revers de couverture).

### Le Théâtre des métamorphoses
Publié en 1982 aux éditions du Seuil, dans la collection « Fiction & Cie », Le Théâtre des métamorphoses est le neuvième ouvrage de Ricardou. Il succède à quatre livres de théorie et à quatre livres de fiction. Cependant, à la différence des précédents, cet ouvrage s'affiche ouvertement comme un « mixte ». Cette appellation paraît inédite si bien que le prière d'insérer en éclaircit d'emblée le motif: il s'agit à la fois d'un ouvrage de fiction et d'un ouvrage de théorie. Or, si le livre conjoint ainsi deux genres, facilement identifiables (fiction & théorie), un tel assemblage ne laisse pas, à la fois de surprendre et, néanmoins, de s'entendre.
Ce qui peut en effet déconcerter, c'est non point de réunir, en un seul livre, deux genres distincts, mais deux modes de discours tenus en général pour opposés. En  effet, ces deux sortes d'écrits, fictions et théories, sont plutôt considérés comme relevant de régimes antagonistes ou, du moins, exclusifs. Selon l'idéologie culturelle en place, “avec cette parcellisation du travail”, ces deux pratiques paraissent devoir se conduire séparément, l'une à l'exclusion de l'autre : 
aujourd'hui, il semble qu'il faille choisir entre deux attitudes incomplètes: ou bien la “naïveté” (l'artiste, disons, qui œuvre sans trop réfléchir [...]), ou bien la “stérilité” (le professeur, disons, qui réfléchit sans trop œuvrer [...]).
La venue d'un tel assemblage ne laisse pas, néanmoins, de se comprendre. D'un côté, ce que le mixte bat en brèche, c'est ce “moule dominant” qui tend à “disjoindre, autant que possible, l'art et la réflexion”.
D'un autre côté, son avènement apparaît comme une conséquence directe de la démarche de l'auteur de la Prise de Constantinople (1965) et de Problèmes du Nouveau Roman (1967), à savoir celle d'une systématique alternance entre ouvrages de fiction et ouvrages de théorie. Ainsi, dans la mesure où cette relance systématique entre fiction et théorie a jusqu'alors été la marque de fabrique de l'écriture ricardolienne, ce neuvième ouvrage ne pouvait s'envisager qu'en menant de front, et de façon conjointe, cette double pratique :
Ces deux activités disjointes, elles se réunissaient certes dans mon œuvre, mais à demi, en quelque sorte, puisqu'en des livres séparés : romans d'un côté, essais de l'autre. Avec Le théâtre des métamorphoses, voilà qu'elles se combinent dans un même livre. Je dis bien "combine", et non pas "assemble". Car, ce livre, ce n'est pas un « mélange » (un fourre-tout désinvolte), c'est un « mixte » (une diversité calculée). Bref, c'est un livre divisé: une fiction, qui s'efforce de déployer ses sortilèges (avec ses suspenses, avec ses strip-teases), une réflexion, qui tente de comprendre des procédés (avec ses analyses, avec ses concepts).

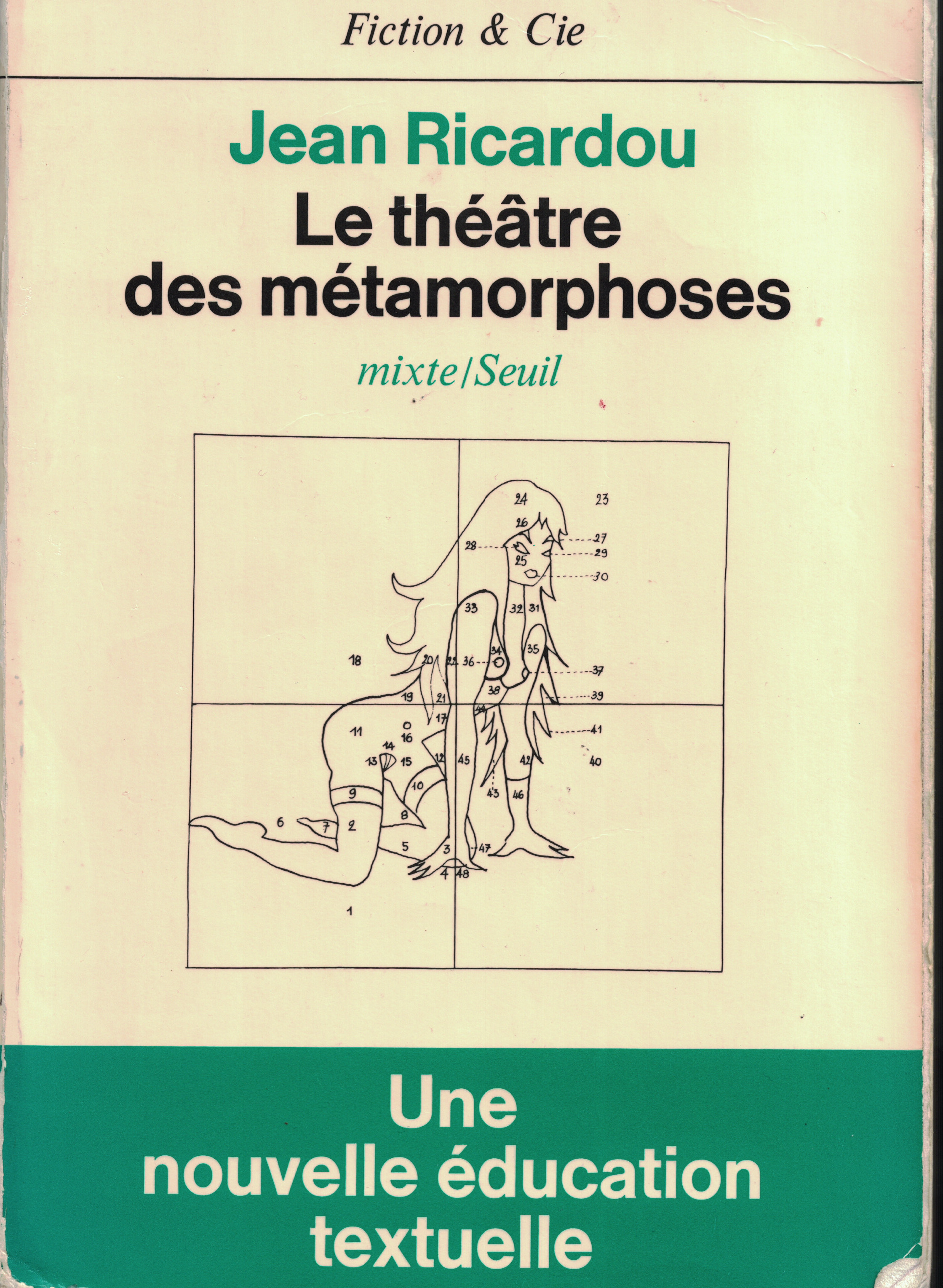

Sans doute, entre 1971 et 1982, le travail de Ricardou semblait suivre "deux voies distinctes": "d'un côté, des livres de fiction" [...], d'un autre côté, des livres de théorie", le tout catalogué sous la bannière du Nouveau Roman. S'il pouvait sembler, au vu des publications, qu'après Les lieux-dits (1969) et Révolutions minuscules (1971), la décennie écoulée avait été dominée par les recherches théoriques autour du Nouveau Roman, la conception de Le théâtre des métamorphoses n'en naît pas moins au cours de ces mêmes années. Ricardou le signale dans son entretien de 1982 avec B. Magné: "le travail [sur Le théâtre des métamorphoses] a commencé il y a une dizaine d'années".
Toutefois, le mixte ne se réduit pas à cette combinaison réglée entre ces deux genres, en principe hétérogènes, que sont la fiction et sa réflexion. D'une part, cette réunion exacerbe un conflit latent :
[...] ce livre a précipité (comme on dirait en chimie) un conflit jusque-là insaisissable. Il l'a piégé parce qu'il lui a donné un lieu d'accomplissement. En acceptant le principe d'une combinaison de la fiction et de la théorie, j'ai déchaîné deux forces antagonistes, qui s'affrontaient pour... prendre le pouvoir du livre!
Ces agressions réciproques ont pour effet de propager certaine "incertitude quant au genre" : "ce n'est pas seulement sur la globalité du livre qu'elle se joue, c'est quelquefois au niveau du passage, de la page, du paragraphe, de la phrase...". L’innovation absolue de ce livre, qui en fait sans doute une expérience-limite, semble interdire tout retour simplement alternatif et disjoint entre écriture fictionnelle et écriture théorique.
Après Le théâtre des métamorphoses, paraîtront en 1988 deux recueils de nouvelles, La Cathédrale de Sens et une réédition fortement augmentée des Révolutions minuscules. Si ces deux recueils rassemblent d'anciennes nouvelles récrites pour l'occasion, ils s'accroissent de quatre textes qui poursuivent en partie la logique du mixte. Ainsi, dans La Cathédrale de Sens, de “Le lapsus circulaire”, long texte inédit de quatre-vingt pages qui ouvre le recueil et auquel répond, à l'autre bout, “L'art du X” (paru précédemment en 1983 dans une petite revue). S'y ajoute “Conte dans le goût d'autrefois”, originellement paru dans La Nouvelle revue française en 1987. Et, dans la réédition des Révolutions minuscules, un nouveau texte qui relance l’expérience inouïe initiée par Le théâtre des métamorphoses : “Révélations minuscules, en guise de préface, à la gloire de Jean Paulhan”, long de 99 pages, qui commence par une sorte de prose-poème sur le jeu de la pétanque aux Arènes de Lutèce, s'élabore au travers de toute sorte de procédures et contraintes formelles inextricablement imbriquées, devient quelque chose de vertigineusement complexe, censément écrit par la censée sœur jumelle de Ricardou, donc habilitée à écrire à sa place, pour finir dans ce qui peut se lire comme une méditation sur le sens de la vie, l'amour, l'écriture et la mort.

## L'aventure de la théorie
Si la théorie de Ricardou est liée à la didactique, notamment dans les Ateliers d'écriture qui accompagnent les séminaires de textique, elle n'en est pas moins articulée à sa pratique fictionnelle. C’est un leit-motiv chez lui : son engagement dans l’activité conceptuelle répond d’abord au souci de comprendre ce qu’il a écrit. Cette nécessité d’une articulation entre la pratique et la théorie, il la formalisera dans son importante contribution au colloque Claude Simon sous le nom de “grecque productrice”. Le dessin “en grecque” illustre parfaitement, non seulement les progrès accomplis isolément dans chacun des domaines mais, également et surtout, ceux permis par le passage alternatif d’un secteur à l’autre (avancées pratiques de la théorie ou avancées théoriques de la pratique).
C’est en cohérence avec ce mouvement qu’il est conduit rétrospectivement à schématiser son parcours intellectuel en deux phases successives, ainsi qu’il le confie dans un entretien de 1991 : 
Le rapport de mes fictions et de mes ouvrages de théorie obéit à une manière d'alternance. D'abord un volume expérimental, puis une phase de réflexion qui s'efforce d'en saisir les implications et les conséquences, même si, pour des motifs sur lesquels je passe, d'autres livres que les seuls miens doivent être alors sollicités. La prise de Constantinople, en 1965, puis Le théâtre des métamorphoses, en 1982, ont formé les deux principales expériences qui ont chacune ouvert, pour moi, une longue période théorique.

### Autour deLa Prise de Constantinople
Une constante définit la démarche de Ricardou : la lecture et l'écriture d'ouvrages de fictions, non seulement précèdent, mais rendent nécessaire l'aventure théorique. Ce sont les textes de fiction qui poussent à engager la réflexion théorique: celle-ci n'a d'autre objet que d'éclaircir les ressorts de l'invention narrative. Ainsi, l'article “Naissance d'une fiction” (1971) propose une réflexion théorique sur les éléments fondateurs régissant l'écriture de son deuxième roman La Prise de Constantinople (1965).
Dans le même sens, la démarche conceptuelle de Ricardou s'inaugure à partir d'une lecture minutieuse de la prose du Voyeur. Son premier article, “Description et infraconscience chez Alain Robbe-Grillet” (1960), qui paraît dans la NRF, révèle déjà un style ricardolien, une manière singulière, une façon rigoureuse et précise d'écrire la théorie qui tranche avec le ton journalistique adopté par Robbe-Grillet dans Pour un nouveau roman. De même, au cours de ces années soixante, le souci de Ricardou sera de soustraire l’expérience du Nouveau Roman à la seule perception négative que propage, d'un point de vue extérieur au mouvement, la critique littéraire. Pour l'écrivain de La Prise, le Nouveau Roman ne saurait se réduire ni à un effet de mode, ni à une simple contestation du roman traditionnel.
À partir des ouvrages de Robbe-Grillet, le futur auteur de L'Observatoires de Cannes en vient à accorder une attention particulière à la question de la description. À rebours de toute une conception héritée du réalisme, l’usage de la description néo-romanesque recèle pour Ricardou un pouvoir résolument producteur et anti-représentatif. Cette stratégie anti-représentative met radicalement en cause le “dogme de l’Expression-Représentation”, qui veut qu’à la base de tout texte préexiste une antécédence (le Monde ou le Moi). Elle se fonde sur une critique de l'idéalisme que Ricardou répétera d'ouvrage en ouvrage. Ainsi, dès Problèmes du Nouveau Roman (1967), de cette emblématique prise de position : 
À la réaliste banalisation qui prétend trouver dans le livre le substitut d'un monde installé, l'expression d'un sens préalable, s'oppose ainsi le déchiffrement créateur, tentative faite, à partir de la fiction, pour éclaircir cette vertu qui, inventant et agençant les signes, institue le sens même.
Nourrie de cette constante alternance entre écritures de fiction et de théorie, cette implacable logique aboutira à deux grands recueils d’essais, Problèmes du Nouveau Roman (1967) et Pour une théorie du Nouveau Roman (1971). Elle se traduira également par l'organisation en 1971, au Centre culturel international de Cerisy-la-Salle, d'un grand colloque intitulé Nouveau Roman: hier aujourd’hui. Par leur présence même, les écrivains réunis, M. Butor, C. Ollier, R. Pinget A. Robbe-Grillet, N. Sarraute, C. Simon et J. Ricardou, entérinent de fait, mais cette fois de l'intérieur du mouvement, ce qui n'était jusqu'alors qu'une “étiquette” et, souvent, un épouvantail strictement journalistique. Pendant dix jours, ces romanciers vont débattre et confronter leurs démarches. Ils vont alors démontrer l’existence d’un fond commun de partis pris et de procédés scripturaux caractéristiques. Le “petit manuel” que Ricardou fait paraître en 1973 aux éditions du Seuil sous le simple titre Le Nouveau Roman offrira la synthèse formelle exemplifiant ainsi, à hauteur des textes, la cohérence du mouvement et l'existence d'une indéniable communauté opératoire. Ce “mode d'emploi” destiné à tout apprenti écrivain marquera la sortie de la “phase molle” de ce mouvement.
Ainsi, sous l'impulsion du deuxième roman de Ricardou (La Prise/Prose de Constantinople), cette nouvelle phase dite du “Nouveau Nouveau Roman”, qui coïncide avec celle du “formalisme ludique” de La Maison de rendez-vous (1965), introduit un mode de composition ouvertement polydiégétique. Elle va aussi marquer une mutation dans l'œuvre de Claude Simon : sur la base de cette théorie ricardolienne du texte qui alors s'impose, elle recevra une nouvelle impulsion manifeste dans ses trois romans des années soixante-dix (Les Corps conducteurs, Triptyque, Leçon de choses).
Cette entrée dans la “phase dure” du mouvement correspond chez Ricardou à la volonté de dépasser les conventionnelles postures d’auteur afin d'engager une démarche plus collective et plus constructive, conférant ainsi au Nouveau Roman le statut de mouvement littéraire. Paradoxalement, cette tentative suscitera une réaction contraire qui déclenchera un “front du refus”, notamment de la part de Simon et Robbe-Grillet. Ricardou en prendra acte dans Les raisons de l’ensemble (1985).

### DeLe Théâtre des métamorphosesà latextique
L’effort inlassable de Ricardou pour parvenir à une détermination théorique rigoureuse du Nouveau Roman l’a conduit à élaborer une conceptualité originale dont l’approfondissement débouche, à l’orée des années 80, sur une nouvelle définition de ce que l’on peut entendre par texte. En distinguant le texte de l’écrit, avec lequel communément on le confond, et en le spécifiant comme un écrit porteur de textures, c’est-à-dire de structures outrepassant l’ordre de la représentation, Ricardou se dote du concept majeur autour duquel va s’articuler toute sa pensée pendant les trente dernières années de sa vie.
Cette toute nouvelle conception du texte transgresse notamment le partage entre écrit de fiction et écrit de théorie dont, sur le plan pratique, Ricardou mine avec audace l’habituelle distinction en publiant, en 1982, Le théâtre des métamorphoses. En effet, ce livre inclassable, sous-titré “mixte”, ne s’offre pas comme un simple mélange des genres mais bien comme un jeu savant de contamination de chaque registre par l’autre.
C’est par l’analyse méticuleuse de ce qu’il a accompli avec ce livre – et exemplairement au gré d’une lecture vertigineuse de sa couverture – que Ricardou en vient à poser les bases d’une nouvelle discipline qu’il appelle d’abord textologie avant de la baptiser définitivement Textique.
Il ne saurait bien sûr être question de résumer en quelques paragraphes une théorie dont le développement s’étend sur plusieurs décennies et quelques milliers de pages. Il suffira ici de dire que la textique vise à fournir une théorie unifiée et unifiante des structures de l'écrit et des opérations de l'écriture.
Si le propos n’est pas aussi démesuré qu’il peut à prime vue sembler, c’est d’abord que l’immensité du domaine ainsi circonscrit est explorée par niveau. A chaque niveau correspond un jeu réduit de concepts dont la textique prétend qu’ils sont capables de rendre compte exhaustivement de la totalité des structures existant au niveau étudié. Puis, par paliers successifs, une spécification a lieu, à l’aide de nouveaux ensembles conceptuels toujours plus détaillés. Ainsi, du général au très particulier, s’opère un approfondissement progressif de la totalité de la problématique.
L’exhaustivité à laquelle prétend la textique est méthodologiquement garantie par une procédure de réfutabilité: pour invalider que les matrices textiques sont bien exhaustives, il suffit de produire un contre-exemple argumenté. Force est de constater que de tels contre-exemples n’ont, jusqu’ici, jamais été produits.
L’intérêt de la textique, enfin, s’établit au moins sur trois plans.
Sur le plan de la théorie, elle permet, d’abord, une mise en cohérence de mécanismes plus ou moins pensés par la narratologie, la poétique, la rhétorique, la stylistique; ensuite, une reformulation critique de certaines notions moins simples qu’il n’y paraît, comme la polysémie; enfin, une réévaluation de certains phénomènes ou certains objets négligés, voire méconnus, comme le trait (Intelligibilité structurale du trait) ou la page (Intelligibilite structurale de la page).
Sur le plan de l’analyse, elle autorise un examen inédit de ce que l’on estime quelquefois n’être que des détails, comme les “coquilles”.
Sur le plan de l’écriture, elle ouvre sur tout un ensemble de procédures permettant la correction et la récriture à plusieurs.
Aussi bien Ricardou n’a-t-il jamais perdu de vue son ambition de promouvoir un travail réellement collectif. Si la plus grande part de la fertile invention conceptuelle qui caractérise la textique lui est due, il s’est cependant toujours astreint à permettre qu’une certaine coopération s’organise autour de son travail. C’est ainsi qu’outre le séminaire de textique (SEMTEX) qu’il tint chaque été au Centre culturel international de Cerisy-la-Salle de 1989 à 2015, il avait organisé un Cercle Ouvert de Recherche en Textique (CORTEX) rassemblant un petit noyau de chercheurs attachés à développer la discipline.
Depuis ses débuts au Collège International de Philosophie en 1984, la Textique a connu de considérables développements et plusieurs reformulations. En juillet 2016, peu de temps avant sa disparition, Jean Ricardou livrait, en trois tomes, une toute nouvelle mouture de sa théorie, intitulée Intellection textique, publiée en 2017 chez Les Impressions nouvelles (Bruxelles).

## Théorie et didactique de l'écriture
On ne saurait réduire le souci didactique qui a toujours caractérisé le travail de Ricardou à un étroit déterminisme biographique. Si la théorie se donne deux objets, d’une part, les structures de l’écrit, d’autre part, les opérations de l’écriture, sauf à recourir à l’arbitraire d’un(e) quidam(e), nulle didactique ne saurait s’envisager sans s’adosser à une méthode sinon issue, quant à ces deux objets (l’écrit, l’écriture), d’une précise… théorie.
Selon une telle conception, en effet, l’écriture est un processus enchaînant diverses opérations formalisables dont rien, sinon l’habitude et certains préjugés idéologiques, n’interdit que tout un chacun puisse s’emparer pour devenir – ne serait-ce qu’un peu – écrivain.
Avant même qu’il ne théorise cette position et ses conséquences, Ricardou s’est employé à développer très tôt, et notamment dès 1960 avec ses élèves du Collège du 44 de la rue des Jeûneurs (Paris 2ème), ce qui ne s’appelle pas encore “atelier d’écriture”. Autour de la notion de procédé, dont il emprunte les règles aussi bien à Raymond Roussel qu’à Paul Valéry, il forge des consignes d’écriture mises en œuvre individuellement au gré de textes qui sont ensuite lus et améliorés collectivement.

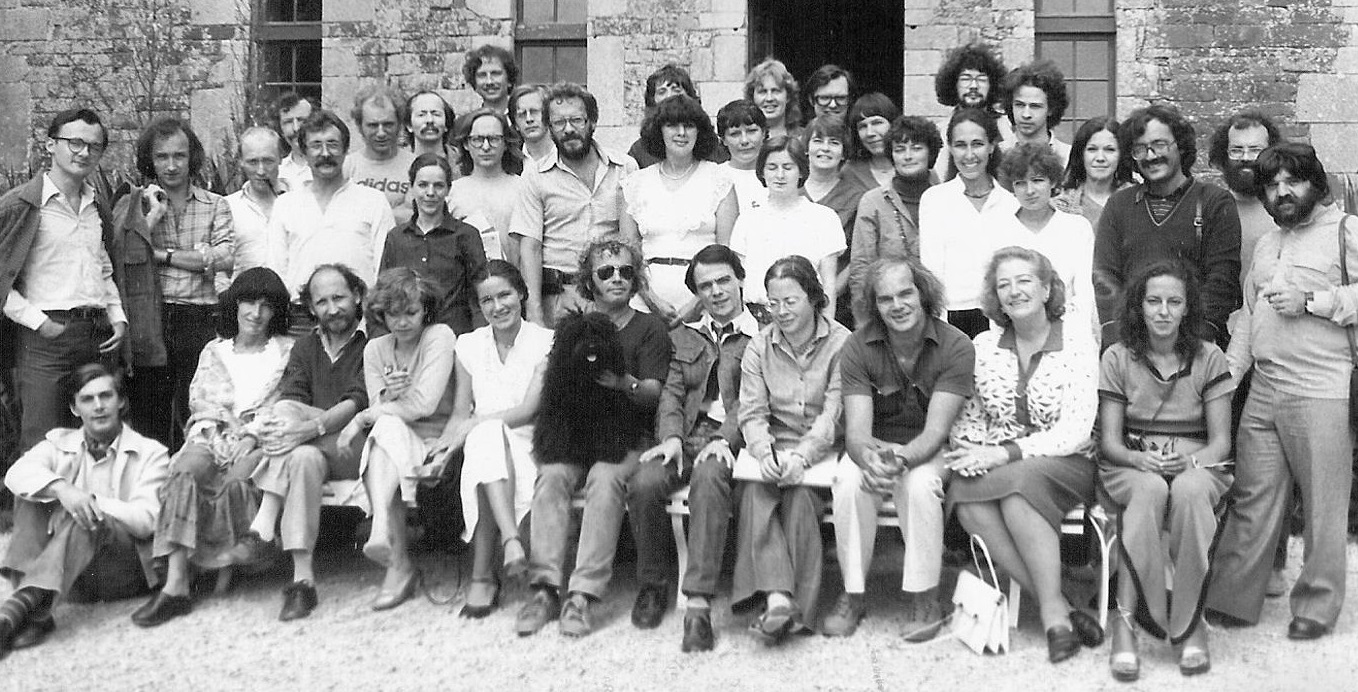
Atelier de littérature contemporaine avec Jean Ricardou, Jean-Claude Raillon, Daniel Bilous, Marc Avelot, Philippe Binant, Bernard Magné, Claudette Oriol-Boyer (Cerisy, 1980).

Il rendra compte de ces expériences dans les deux articles princeps qu’il publie dans la revue Pratiques en 1978 et en 1980.
Éloigné de la pratique pédagogique scolaire à partir de sa démission de l’Éducation Nationale, en 1977, Ricardou n’en abandonne pas pour autant le protocole de l’atelier d’écriture qu’il mettra un point d’honneur à animer chaque soir de son séminaire annuel au Centre Culturel International de Cerisy-la-Salle de 1989 à 2015, selon un protocole et un programme d’écriture qu’il explique dans sa préface au Bestiaire latéral.
Systématiquement articulée à sa théorie générale de l’écriture, sa conception des ateliers d’écriture en suivra les évolutions lorsqu’elle n’en oriente pas elle-même les développements. C’est ainsi que, dans l’un de ses derniers textes publiés, Ricardou n’hésite pas à indiquer que la venue de sa discipline, la Textique, pourrait bien être liée au principe des ateliers d’écriture.
Principaux articles traitant de l’écriture dans ses rapports à la didactique :
- “Écrire en masse”, L'Humanité, 14 et 21 novembre 1975, repris dans Intégrale Jean Ricardou tome 7 (1974-1977).
- “Écrire en classe”, Pratiques, n° 20, Metz 1978.
- “L'ordre des choses”, Pratiques, n° spécial “Pour un nouvel enseignement du français”, Metz 1980, repris et contextualisé: https://jeanricardou.org/edifications-minuscules-en-guise-de-colloque-a-la-gloire-de-leon-noel/un-hussard-de-la-republique-prologue/.
- “Pluriel de l'écriture”, Texte en main, n° 1, Grenoble 1984.
- “Pour une théorie de la récriture”, Poétique n° 77, février 1989, éd. du Seuil.
- “Écrire à plusieurs mains”, revue Pratiques n° 61, Metz 1989.
- “Deviens, lecteur, le scripteur que tu es”, revue Pratiques n° 67, Metz 1990.

## Publications

### Éditions anthumes

#### Romans, nouvelles
- L'Observatoire de Cannes, roman, Minuit, Paris 1961, 202 p. (épuisé), réédité dans l’Intégrale Jean Ricardou tome 1 (1956-1961).
- La Prise de Constantinople, roman, Minuit, Paris 1965, 272 p. (Prix Fénéon) (épuisé), réédité dans l'Intégrale Jean Ricardou tome 2 (1962-1966).
- Les Lieux-dits, petit guide d'un voyage dans le livre, roman, Gallimard, Paris 1969, 162 p. et UGE, collection 10/18, Paris 1972, 192 p. (épuisé) réédité dans l'Intégrale Jean Ricardou tome 4 (1969-1970).
- Révolutions minuscules, nouvelles, Gallimard, collection Le chemin, Paris 1971, 172 p. (épuisé), réédité dans une version récrite, précédée d'un inédit, Révélations minuscules, en guise de préface, à la gloire de Jean Paulhan, Les Impressions nouvelles, Paris 1988, 200 p. (épuisé); version originale de 1971 rééditée dans l'Intégrale Jean Ricardou tome 5 (1971).
- La Cathédrale de Sens, nouvelles, Les Impressions Nouvelles, Paris 1988, 208 p.
- Le lapsus circulaire, récit, https://jeanricardou.org/edifications-minuscules-en-guise-de-colloque-a-la-gloire-de-leon-noel/le-lapsus-circulaire-prologue/

#### Mixte
- Le Théâtre des métamorphoses, mixte, Seuil, collection Fiction & Cie, Paris 1982, 300 p.

#### Théorie
- Problèmes du nouveau roman, essais, Seuil, collection Tel Quel, Paris 1967, 210 p. (épuisé), réédité dans l’Intégrale Jean Ricardou tome 3 (1967-1968).
- Pour une théorie du nouveau roman, essais, Seuil, collection Tel Quel, Paris 1971, 270 p. (épuisé), réédité dans l'Intégrale Jean Ricardou tome 5 (1971).
- Le Nouveau Roman, essai, Seuil, collection Écrivains de toujours, Paris 1973, 190 p., puis version récrite, précédée d'une préface inédite et suivie d'une étude complémentaire, Les raisons de l'ensemble, collection Points, Paris 1990, 260 p., version originale rééditée dans l'Intégrale Jean Ricardou tome 6 (1972-1973).
- Nouveaux problèmes du roman, essais, Seuil, collection Poétique, Paris 1978, 360 p., à paraître dans l'Intégrale Jean Ricardou tome 8 (1978-1980).
- Une maladie chronique: problèmes de la représentation écrite du simultané, essai, Les Impressions nouvelles, Paris 1989, 90 p.

#### Textique
- Intelligibilité structurale du trait, Les Impressions nouvelles, Série Textica tome 2, Bruxelles 2012, 190 p.,  (ISBN 978-2-87449-142-9)[49]
- Grivèlerie, Les Impressions nouvelles, Série Textica tome 3, Bruxelles 2012, 85 p.,  (ISBN 978-2-87449-143-6)[50]

#### En coopération
- Paradigme, éléments plastiques d'Albert Ayme, éléments théoriques de J. R., Carmen Martinez, Paris 1976, 62 p.

#### Collectifs
- Que peut la littérature ? : Rencontre de la Mutualité (1964) avec S. de Beauvoir, Y. Berger, J.- P. Faye, J.-P. Sartre, J. Semprún, UGE, collection “10/18”, Paris 1965, p. 49-61
- Nouveau roman : hier, aujourd'hui, direction (avec Françoise Van Rossum-Guyon), et publication de ce colloque de Cerisy, UGE, collection « 10/18 », Paris 1972, 2 volumes, 444 et 440 p.
- Claude Simon : analyse, théorie, direction et publication de ce colloque de Cerisy, UGE, collection 10/18, Paris 1975, 448 p.; réédition : Lire Claude Simon, Les Impressions nouvelles, Paris 1986, 470 p.
- Robbe-Grillet : analyse, théorie, direction et publication de ce colloque de Cerisy, UGE, collection "10/18", Paris 1976, 2 volumes, 446 et 438 p.
- Problèmes actuels de la lecture, direction (avec Lucien Dällenbach), et publication de ce colloque de Cerisy, Clancier-Guénaud, Bibliothèque des signes, Paris 1982, 218 p.

#### Préface
- Maurice de Gandillac, Bestiaire latéral, préface, Atelier de l'agneau, St-Quentin-de-Caplong 2005, 124 p.

#### Entretiens
- “Le tout à lire”, avec Mireille Calle-Gruber, Micromegas, n° spécial Nouveau Roman, Rome 1981, p. 17-33.
- “Lire ce qui change” (LTDM), avec Bernard Magné, Affaires de style, n°3, Bruxelles 1983, p. 21-26.
- “Un stylo à trois plumes”, avec Louise Milot, Frances Fortier et Robert Dion (1985), Urgences, n°31, Quebec mars 1991, p. 101-105.
- “How to Reduce Fallacious Representative Innocence, Word by Word”, réponses à un questionnaire de Michel Sirvent (“Réduire, mot à mot, la fallacieuse innocence représentative”), Studies in 20th Century Literature, vol. 15, n° 2, été 1991, p. 277-298.
- “Dites, Jean Ricardou, la Textique, qu'en est-il?”, Le Mensuel littéraire et poétique  n° 222, p. 10-11, Bruxelles, janvier 1995.
- “Entretiens”, avec Vincent Kaufmann, La faute à Mallarmé, L'aventure de la théorie littéraire, éditions du Seuil, 2011, p. 280-285.
- Un aventurier de l'écriture (entretiens avec Jean Ricardou). Propos recueillis par Amir Biglari, Academia – L'Harmattan, Louvain-La-Neuve, 2018, 153 p.,  (ISBN 978-2-8061-0404-5)

### Éditions posthumes

#### L'Intégrale Jean Ricardou
Une édition des œuvres complètes est actuellement en cours sous le titre L’Intégrale Jean Ricardou aux Impressions nouvelles.
Sept tomes sont parus à ce jour:
- L'Observatoire de Cannes et autres écrits dans L'Intégrale Jean Ricardou  tome 1 (1956-1961)[53], Les Impressions nouvelles, Bruxelles 2017, 312 p.,  (ISBN 978-2-87449-597-7)
- La Prise de Constantinople et autres écrits dans L'Intégrale Jean Ricardou tome 2 (1962-1966)[54], Les Impressions nouvelles, Bruxelles 2017, 480 p.,  (ISBN 978-2-87449-616-5)
- Problèmes du nouveau roman et autres écrits dans L'Intégrale Jean Ricardou tome 3 (1967-1968)[55], Les Impressions nouvelles, Bruxelles 2018, 296 p.,  (ISBN 978-2-87449-645-5)[56]
- Les Lieux-dits et autres écrits dans L'Intégrale Jean Ricardou tome 4 (1969-1970)[57], Les Impressions nouvelles, Bruxelles 2018, 312 p.,  (ISBN 978-2-87449-674-5)[58]
- Révolutions minuscules - Pour une théorie du Nouveau Roman et autres écrits dans L'Intégrale Jean Ricardou tome 5 (1971)[59], Les Impressions nouvelles, Bruxelles 2019, 440 p.,  (ISBN 978-2-87449-692-9)[60]
- Le Nouveau Roman et autres écrits dans L'Intégrale Jean Ricardou tome 6 (1972-1973) [61], Les Impressions nouvelles, Bruxelles 2020, 416 p.,  (ISBN 978-2-87449-788-9)[62]
- La révolution textuelle et autres écrits dans L'Intégrale Jean Ricardou tome 7 (1974-1977)[63], Les Impressions nouvelles, Bruxelles 2021, 488 p.,  (ISBN 978-2-87449-884-8)

#### Textique
- Intellection textique partagée, Les Impressions nouvelles, Série Textica tome 4, Bruxelles 2017, 72 p.,  (ISBN 978-2-87449-538-0)[64]
- Intellection textique de l'écrit, Les Impressions nouvelles, Série Textica tome 5, Bruxelles 2017, 352 p.,  (ISBN 978-2-87449-539-7)[65]
- Intellection textique de l'écriture, Les Impressions nouvelles, Série Textica tome 6, Bruxelles 2017, 64 p.,  (ISBN 978-2-87449-540-3)[66]
- Intelligibilité structurale de la page, Les Impressions nouvelles, Série Textica tome 7[67], Bruxelles 2018, 360 p.,  (ISBN 978-2-87449-641-7)[68]
- Salut aux quatre coins, Les Impressions nouvelles, Série Textica tome 8[69], Bruxelles 2019, 480 p.,  (ISBN 978-2-87449-731-5)[70]

#### Conférences
- Jean Ricardou. Du Nouveau Roman à la textique, Éd. Édith Heurgon, Paris, Hermann, 2018[71].

### Ouvrages et articles critiques sur l'œuvre de Ricardou
Livres
- Lynn A. Higgins, Parables of Theory. Jean Ricardou's Metafiction. Summa Publications In., Birmingham, Alabama, 1984.
- Michel Sirvent, Jean Ricardou, de Tel Quel au Nouveau Roman textuel, collection monographique en littérature française contemporaine 36, Amsterdam/New York, Rodopi, 2001. Préface de Michaël Bishop. 154 p.
- Collectif, Écrire pour inventer (à partir des travaux de Jean Ricardou), .

Introduction à la textique
- Gilles Tronchet, Un aperçu de la textique, Les Impressions nouvelles, Série Textica tome 1, 2012, 184 p.

Articles
- Guillaume Chabat, "Jean Ricardou : pour une nouvelle éthique du roman", Acta fabula, vol. 23, n° 7, Essais critiques, septembre 2022, URL : http://www.fabula.org/acta/document14663.php
- French Studies, Volume 74, Issue 2, April 2020, Pages 314–316,
- Poe Studies, “Poe and France - The last 20 years”, Patrick F. Quinn, Poe Society of Baltimore, 1969

- Nicolas Tixier, “Un Ricardou édifiant”, in Écrire pour inventer (à partir des travaux de Jean Ricardou), Éditions Hermann, Paris 2020, pp. 455-480  , repris et contextualisé sur https://jeanricardou.org/edifications-minuscules-en-guise-de-colloque-a-la-gloire-de-leon-noel/un-ricardou-edifiant-prologue/
- Rémi Schulz, “Du très sage au très fou, du tressage au tserouf”, in Écrire pour inventer (à partir des travaux de Jean Ricardou), Éditions Hermann, Paris 2020, pp. 331-340 , repris et contextualisé sur https://jeanricardou.org/edifications-minuscules-en-guise-de-colloque-a-la-gloire-de-leon-noel/un-ricardou-crucixverbiste-prologue/
- Edith Heurgon, “Un Ricardou méthodique”, in Écrire pour inventer (à partir des travaux de Jean Ricardou), Éditions Hermann, Paris 2020, pp. 5-15 , repris et contextualisé sur https://jeanricardou.org/edifications-minuscules-en-guise-de-colloque-a-la-gloire-de-leon-noel/un-ricardou-methodique-prologue/
- Philippe Sollers, “L'Observatoire de Cannes”, Tel Quel 6, 1961, p. 56-57.
- Jean Thibaudeau, “La leçon de l'école”, Critique 173, 1961, p. 335-342.
- Edith Fournier, “Une écriture du mouvant”, Médiations 6, 1963, p. 117-126.
- Claude Ollier, Claude Simon, Philippe Sollers, “Problèmes du Nouveau Roman: Trois avis autorisés”, Les Lettres françaises 1203, 1967, p. 13.
- Raymond Jean, “De la plage à la page: Révolutions minuscules de Jean Ricardou”, Le Monde 12 mars 1971, p. 15-16.
- Jacqueline Piatier, “Jean Ricardou et ses 'générateurs'” (Le Monde des livres, 25 juin 1971), Les Critiques de notre temps et le nouveau roman, Garnier, 1972, p. 168-173.
- Lucien Dällenbach, “Jean Ricardou et les miroirs producteurs (les derniers avatars d'une forme: la mise en abyme”, Australian Journal of French Studies 14, 1977, p. 198-210.
- Mireille Calle-Gruber, “Effets d'un texte non saturé: La Prise de Constantinople”, Poétique 35, 1978, p. 326-335.
- Bente Christensen, “Problèmes méthodologiques d'une lecture intertextuelle: Prise de la prose”, Revue Romane 17, n. 2, 1982, p. 55-63.
- Lynn A. Higgins, “Typographical Eros : Reading Ricardou in the Third Dimension”, Yale French Studies 57, 1979, p. 180-94.
- Lynn A. Higgins, “Literature à la lettre: Ricardou and the Poetics of Anagram”, The Romanic Review 73, n. 4, 1982, p. 473-488.
- Michel Bertrand, Langue romanesque et parole scripturale. Essai sur Claude Simon, Paris, PUF, 1987.
- Bruce Morrissette, “Generative Techniques in Robbe-Grillet and Ricardou”, Generative Literature and Generative Art: New Essays, Fredericton, N.B.: York P., 1983, p. 25-34.
- Jean-Claude Raillon, “Le transcrit”, Protée, printemps-été 1986, p. 35-48.
- Mireille Calle-Gruber, “Les sirènes du texte. D'une lecture entre alarme et séduction”, Protée, printemps-été 1986, p.49-54.
- Dina Sherzer, “Serial Constructs. L'Observatoire de Cannes: Cubist Writing”, Representation in Contemporary French Fiction, University of Nebraska Press, 1986, p. 13-20.
- Bertrand Schonne, “Jean Ricardou” dans Michel de Castillo, Jean Ray, Jean Ricardou, Didier Hatier, coll. “Auteurs contemporains” (dir. Jean-Claude Polet), Bruxelles, 1986, p. 68-93.
- Jan Baetens, “La question des notes: l'exemple de Jean Ricardou”, Rivista di Letterature moderne e comparate, 1987, p, 357-367.
- Michel Sirvent, "La Voie de son mètre: petite introduction à l'art dit 'mixte'", Protée n° 18, n. 1, Université du Québec à Chicoutimi, hiver 1990, p. 111-119.
- Michel Sirvent, 'Translator's Foreword and Commentary to 'Appreciation' (from Le Théâtre des métamorphoses, Seuil, 1982), Studies in 20th-century Literature, 15/2, summer 1991: 263-266.
- Jan Baetens, “Les lois de la composition”, Conséquences: Le magazine des objets réfléchis, 1991, p. 34-42.
- Michel Sirvent, "Chiffrement, déchiffrement: de Paul Valéry à Jean Ricardou", French Review, vol. 66, n. 2, déc. 1992, p. 255-266.
- Michel Sirvent, "Robbe-Grillet et Ricardou: pour une définition du champ d'interfluence en littérature", Les Lettres romanes, XLVIII-no 3-4, 1994, p. 317-334.
- Michel Sirvent, "Représentation de l'espace, espace de la représentation (sur l'incipit de L'Observatoire de Cannes de J. Ricardou), Dalhousie French Studies 35, été 1996, p. 95-107.
- Ilias Yocaris, “Esquisse d’une nouvelle approche de la référence”, in Ralph Sarkonak (dir.), Claude Simon 2, L’écriture du féminin / masculin, La Revue des lettres modernes, 1997, p. 153-166.
- Jan Baetens, “En lisant, en écrivant: la textique de Jean Ricardou”, Methoden der Schriftbeschreibung, Jan Thorbecke Verlag Stuttgart, 1999, p. 485-488.
- Ilias Yocaris, “La machine abandonnée: bilan critique du formalisme ricardolien”, in Ralph Sarkonak (dir.), Claude Simon 6. La réception critique, Caen, Minard, coll. “La Revue des Lettres Modernes”, 2012, p. 41-95.
- Ilias Yocaris, notice “Ricardou, Jean”, in Michel Bertrand (dir.), Dictionnaire Claude Simon, Paris, Champion, coll. « Dictionnaires & Références », 2013, tome 2, p. 920-927.
- Ilias Yocaris, notice “Signification”, in Michel Bertrand (dir.), Dictionnaire Claude Simon, Paris, Champion, coll. « Dictionnaires & Références », 2013, tome 2, p. 995-1001.
- Jean-Pierre Montier, “Du point au grain final. Sur un roman de Jean Ricardou”, Images & Narrative, vol. 15, n. 2, 2014.
- Ilias Yocaris, Style et semiosis littéraire, Paris, Classiques Garnier, 2016.
- Michel Sirvent, “Jean Ricardou: 'Sous les pavés la page'», Acta Fabula, vol. 20, n° 10, Essais critiques, Décembre 2019.
- Michel Sirvent, “Jean Ricardou: 'Vers un Nouveau Roman textuel'”, Acta Fabula, vol. 21, n° 10, Essais critiques, Novembre 2020.